# Forged From The Love of Liberty
Forged From The Love of Liberty, Trinidad och Tobagos nationalsång. Text och musik skrevs 1962 av Pat Castagne.
Nationalsången bör behandlas med respekt när den spelas. Alla bör stå upp, män i civila kläder bör ta av sina huvudbonader och officerare inom militär, polis eller brandkår ska göra honnör.